# 미카 하키넨

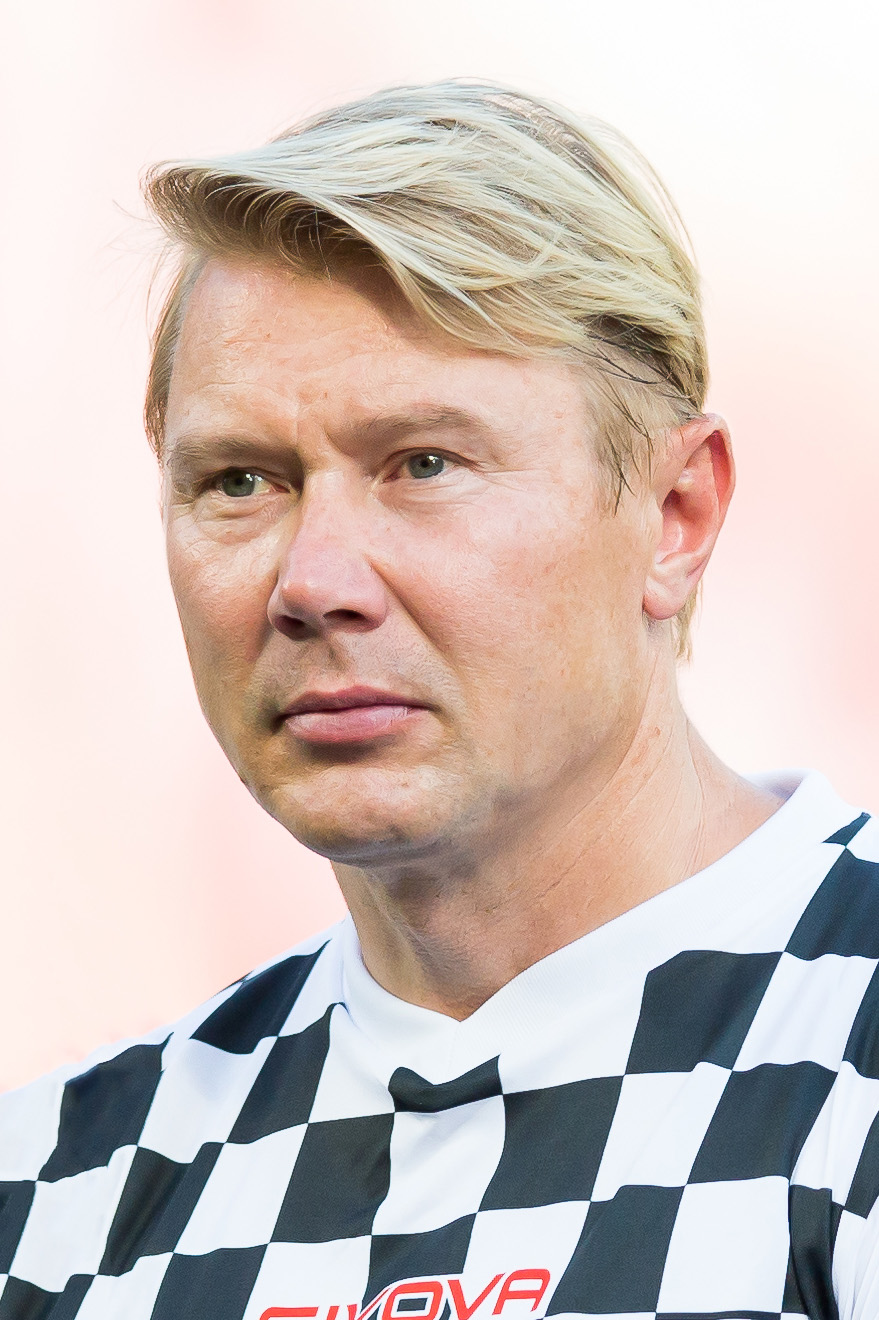
2016년 모습

미카 하키넨(Mika Häkkinen, 본명: Mika Pauli Häkkinen, 핀란드어: [ˈmikɑ ˈhækːinen] ⓘ; 1968년 9월 28일 출생, 별명: The Flying Finn)은 핀란드의 전직 레이싱 드라이버이다. 1998년과 1999년에 포뮬러 원 월드 드라이버 챔피언십에서 우승했으며 두 번 모두 맥라렌 소속으로 운전했다. 하키넨은 월드 드라이버 챔피언십에서 우승한 핀란드의 포뮬러 원 드라이버 3명 중 한 명이며, 두 번 이상 우승한 유일한 사람이다. 그는 현재 운전자 관리 분야에서 일하고 있으며 다양한 회사의 브랜드 홍보대사이다.
하키넨은 5세에 카트 경력을 시작했으며 지역 및 전국 카트 챔피언십에서 우승하며 성공을 거두었다. 그는 이탈리아와 영국의 포뮬러 포드 및 포뮬러 스리 시리즈에 참가하면서 자동차 경주로 발전했다. 시리즈에서 성공을 거둔 하키넨은 1991년 팀 로터스와 함께 포뮬러 원에 입사하여 1992년까지 머물었다. 이듬해 그는 마이클 안드레티(Michael Andretti)가 떠난 후 레이스 팀으로 승진하기 전에 테스트 드라이버로 맥라렌으로 옮겼다.
4년 동안 소소한 성공을 거둔 후, 하키넨은 1997년에 첫 포뮬러 원 우승을 기록했다. 그는 계속해서 1998년 시즌에 8개의 레이스에서 우승하여 시즌이 끝나는 일본 그랑프리에서 월드 드라이버 챔피언십을 확보했다. 그의 성공은 또한 맥라렌이 월드 컨스트럭터 챔피언십(World Constructors' Championship)을 확보하는 데 도움이 되었다. 1999년에도 세계 선수권 대회에서 5승을 거두며 성공을 거듭했다. 2000년 드라이버 챔피언십에서 미하엘 슈마허에 이어 준우승을 차지했고, 2001년에 두 번 더 승리를 거두며 안식년을 선언하고 2002년 중반에 정규 은퇴가 되었다.
2005년에 하키넨은 독일 투어링카 마스터즈(DTM) 시리즈로 옮겨 그해 첫 승리를 거두었다. 2007년에 두 번 더 승리를 거두었지만 2006년에 그의 기량은 약해졌다. 그는 2007년 말에 최고 수준의 액티브 모터스포츠에서 은퇴한 후 조니 워커(Johnnie Walker)와 메르세데스 벤츠 AMG의 브랜드 홍보대사가 됨과 동시에 드라이버 매니지먼트 분야로 옮겨갔다.